# Ricarda Kuypers
Ricarda Kuypers (* 1. Juni 1973 in Aachen) ist eine ehemalige deutsche Basketballspielerin.

## Werdegang
Kuyper spielte in der Jugend für den VfL Marburg, den SSC Bad Sooden-Allendorf sowie Eintracht Frankfurt. Von 1989 bis 1992 wurde sie am Basketball-Teilzeit-Internat Langen gefördert. Die 1,77 Meter große Aufbauspielerin zeichnete ihre Schnelligkeit aus. Sie studierte in den Vereinigten Staaten, spielte in dem Land als Studentin zunächst für das Orange Coast College und wechselte 1993 an die University of California, Los Angeles (UCLA). Mit 56 getroffenen Dreipunktewürfen platzierte sich Kuypers in der ewigen UCLA-Bestenliste unter den besten fünf Spielerinnen. Sie spielte bis 1996 für UCLA. In 77 Einsätzen erzielte sie im Durchschnitt 5,1 Punkte.
Nach ihrer Rückkehr nach Deutschland spielte Kuypers für den Bundesligisten DJK Aschaffenburg, für den TV Hofheim und später für den Zweitligisten TV Langen. In Langen war sie zeitweilig auch Managerin der TV-Frauen in der 2. Bundesliga. 2008/09 bestritt sie neun Spiele für BV Lely Amsterdam in den Niederlanden.
Kuypers war deutsche Nationalspielerin und kam zwischen April und Juni 1995 auf insgesamt 15 Länderspieleinsätze. Sie war Teilnehmerin der Europameisterschaft 1995 in der Tschechischen Republik.